# ليوبولدوف
ليوبولدوف (بالإنجليزية: Leopoldov) هي بلدة تقع في منطقة ترنافا بسلوفاكيا، بالقرب من نهر فاه. وتضم المدينة سجن ليوبولدوف، وهو مؤسسة إصلاحية شديدة الحراسة.. يقدر عدد سكانها بـ 4,083 نسمة .